# 營養級
營養級，又稱營養層:133、營養階:82、營養階層:115、營養位階、食物階層:115或營養層次，是指生物在食物鏈之中所佔的位置。

## 能量傳遞
生物學家視大自然為一個能量傳遞的過程。在生態系統中，綠色植物（生產者）將來自太陽的能量吸收，草食性動物（初級消費者）吃植物，肉食性動物（次級消費者）又把初級消費者吃掉。
例如，一個捕食性食物鏈是青草→野兔→狐狸→野狼，牽涉了四種生物，是為四個營養級（青草是第一營養級，野狼是第四營養級），當中，狐狸吸收了野兔的部分能量，而野免吸收的能量是來自青草透過光合作用製造的。在能量傳遞的過程中，有大部分的能量散失，因此需要很大數量的青草才能供應足夠能量給很少量的野兔，從而再供應給更少量的狐狸及野狼。因此營養級為金字塔形式的階層關係，即金字塔底部為青草，最頂部為野狼。
依據能量金字塔的法則，每提升一個營養級，會損失百分之90的能量，這也是營養級無法無限延伸的原因，同時這也是素食提倡者主張改吃素食可以減少糧食消耗，解決世界飢荒問題的主要依據。

## 資料來源
1. 1 2  张波. . 中国大百科全书编委会  (编).  第三版网络版. 北京: 中国大百科全书出版社.   [2023-09-05]. （原始内容存档于2023-08-10） （中文（中国大陆））.
2. ↑  國家教育研究院 (编). . 新北: 國家教育研究院. 2015  [2023-09-07]. ISBN 978-986-04-6046-9. （原始内容存档于2023-09-07） （中文（臺灣））.
3. ↑  黃家勤. . 臺北: 五南. 2022. ISBN 978-626-343-122-5 （中文（臺灣））.
4. 1 2  國家教育研究院 (编). . 新北: 國家教育研究院. 2016  [2023-09-07]. ISBN 978-986-04-9137-1. （原始内容存档于2023-09-07） （中文（臺灣））.
5. ↑  何珈欣、黃建智、翁進興. . 水試所電子報 (農業部水產試驗所). 2021, 180  [2023-09-07]. （原始内容存档于2023-09-07） （中文（臺灣））.
6. ↑  .   [2021-11-23]. （原始内容存档于2021-12-21）.